# Ла-Сен-сюр-Мер (кантон)
Ла-Сен-сюр-Мер (фр. La Seyne-sur-Mer) — упразднённый кантон на юго-востоке Франции, в регионе Прованс — Альпы — Лазурный Берег (департамент — Вар, округ — Тулон).

## Состав кантона
Кантон был образован 8 мая 1869 года. До марта 2015 года включал в себя часть одноимённой коммуны округа Тулон. Площадь кантона — ? км², население — 38 124 человек (2010), плотность населения — ? чел/км².
| Коммуна        | Французское название | Площадь, км²                | Население, чел. (2012)         |
| -------------- | -------------------- | --------------------------- | ------------------------------ |
| Ла-Сен-сюр-Мер | La Seyne-sur-Mer     | Кантон: — ? (всего — 22,17) | Кантон: 38 124 (всего: 63 902) |

29 марта 2015 года кантон официально упразднён согласно директиве от 27 февраля 2014, а часть коммуны вошла в состав вновь созданного кантона Ла-Сен-сюр-Мер-1.